# 到期收益率
到期收益率（英語：yield to maturity，缩写为）或作到期殖利率，是指投资者持有某一债券或其他定息证券至到期日，并假定其本金与利息都按时支付时，以买入价格计算的内部收益率。按照到期收益率对债券未来所有的现金流量（包括利息和本金）进行折现，所得到的现值与买入价格相等，即满足以下等式：
{\displaystyle {\text{bond price}}={\frac {\text{cashflow 1}}{(1+{\text{YTM}})^{1}}}+{\frac {\text{cashflow 2}}{(1+{\text{YTM}})^{2}}}+\cdots +{\frac {\text{cashflow n}}{(1+{\text{YTM}})^{n}}}.}
当债券的息票率大于到期收益率时，该债券称为溢价债券（premium bond），反之则称为折价债券（discount bond）。而当息票率与到期收益率相等时，则称为平价债券（par bond）。